# Antonio Sicurezza
Antonio Sicurezza (25. února 1905 Santa Maria Capua Vetere – 29. srpna 1979 Formio) byl italský malíř.

## Život a dílo
Pocházel z jihu Itálie a vystudoval Neapolskou výtvarnou akademii. V roce 1933 vytvořil výzdobu kostela ve Formii, pak se v dolním Laziu usadil natrvalo a inspiroval se místní krajinou a lidovými zvyky. Za druhé světové války se s manželkou a dětmi skrýval v jeskyních nedaleko Coreno Ausonio, po válce pracoval na obnově zničených sakrálních staveb.
Byl představitelem realistické figurativní malby, věnoval se portrétům, aktům, krajinám, žánrovým výjevům i zátiším. Významnou roli v jeho tvorbě hrály náboženské náměty. Původně pracoval s akvarelem a temperou, později se zaměřil na olejomalbu špachtlí.
Ve Formii je po něm pojmenována ulice Via Antonio Sicurezza.

## Galerie

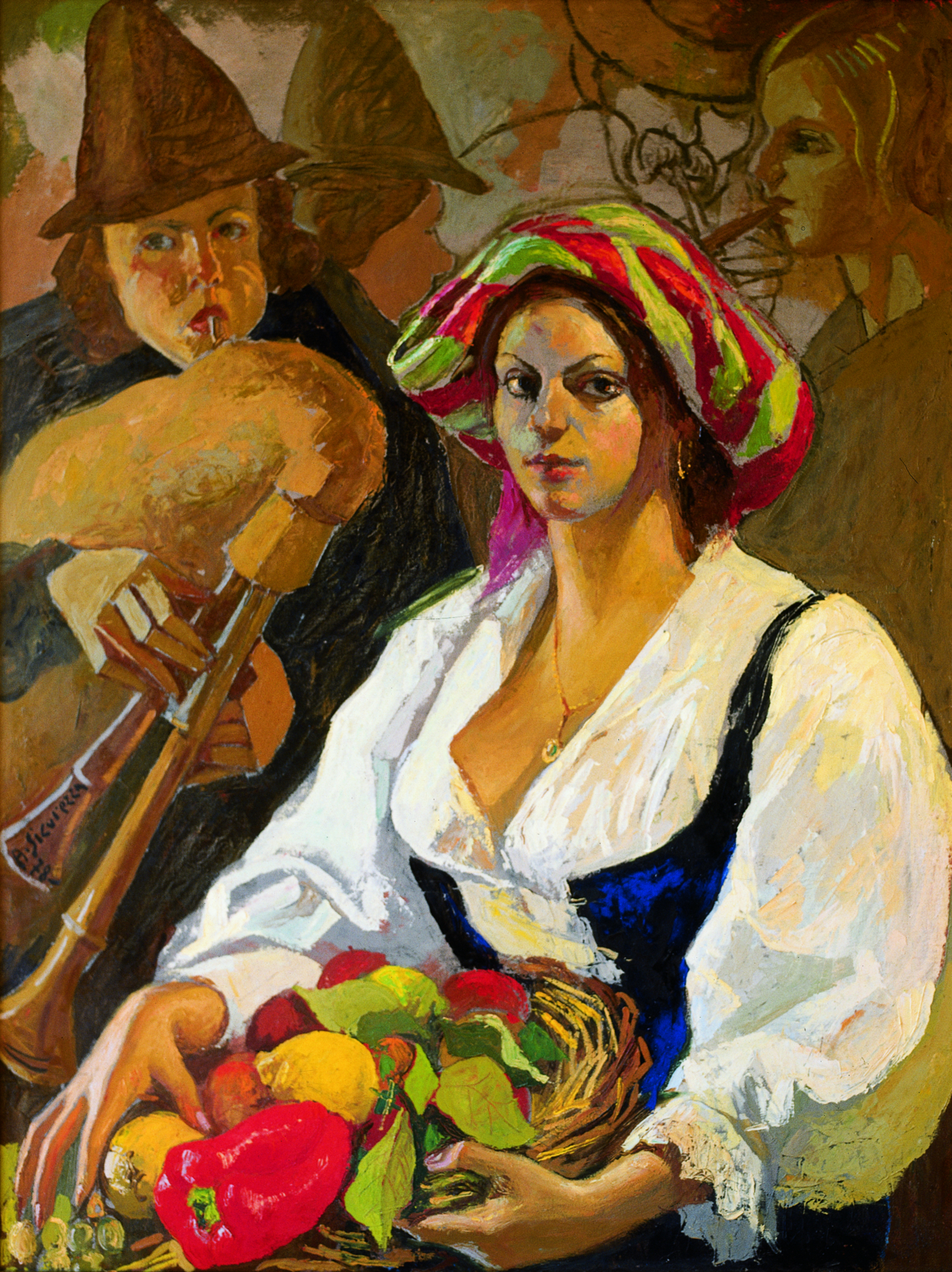
Nevěsta z Formie (1978)
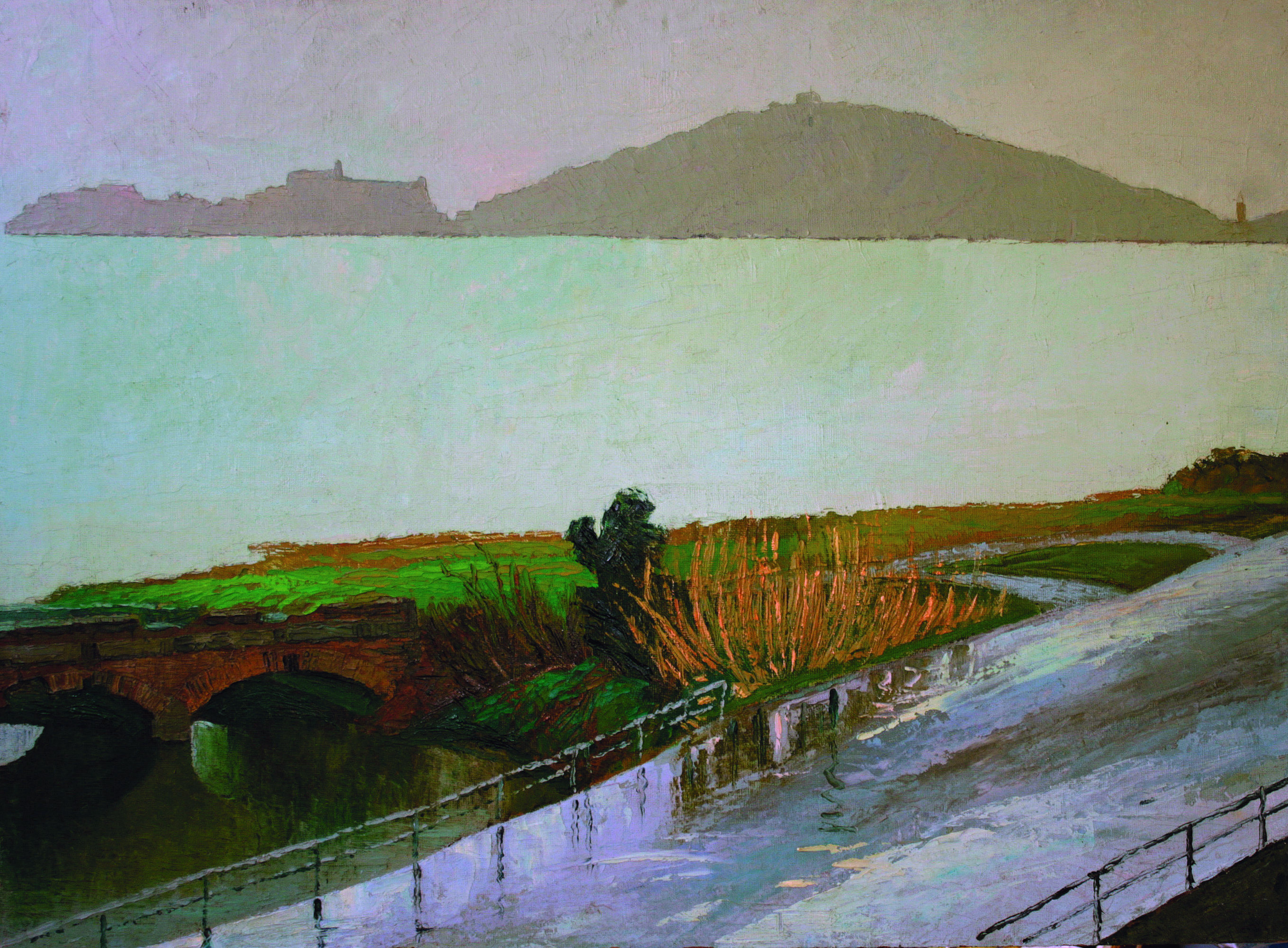
Po dešti (1976)
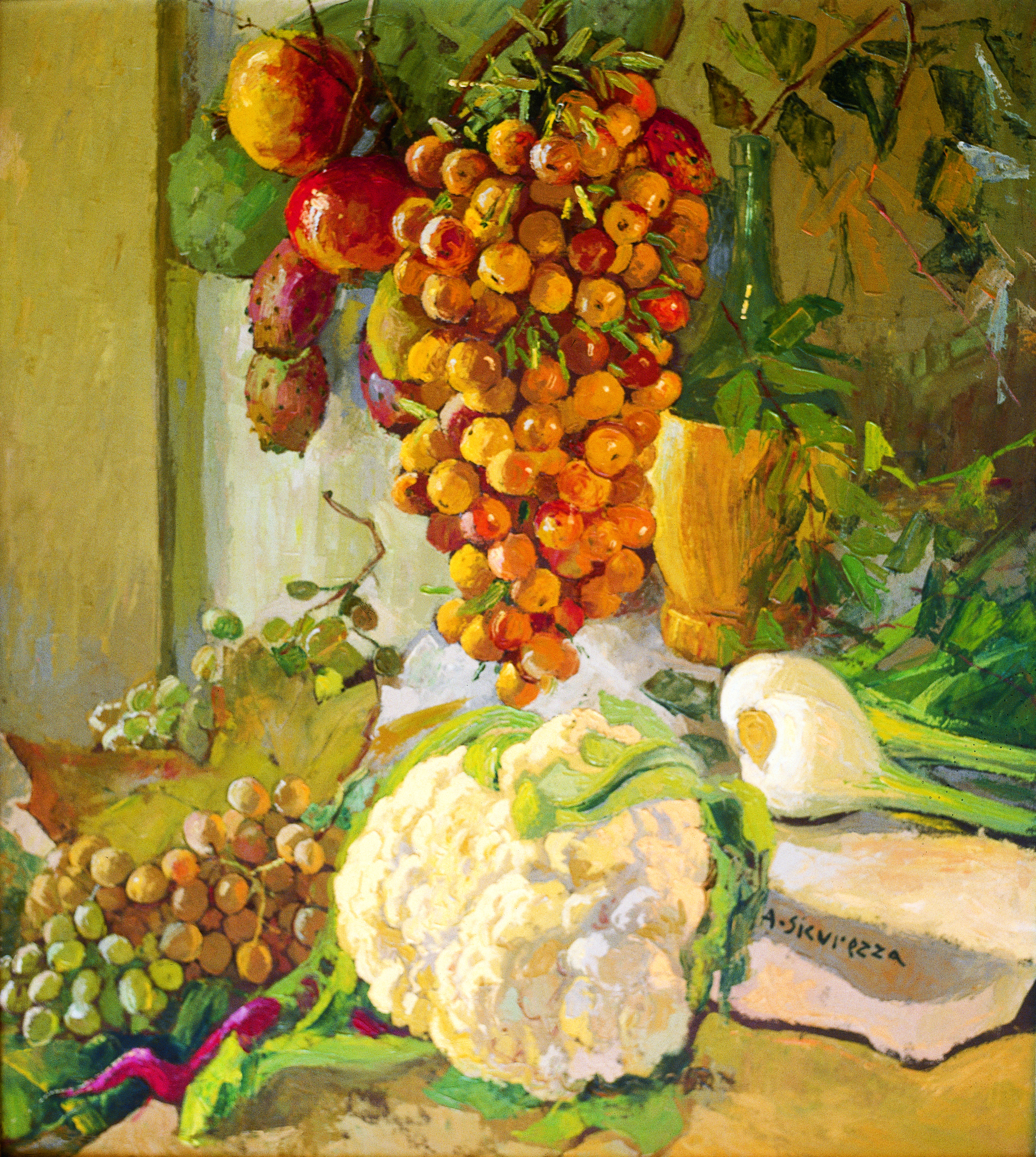
Zátiší s květákem (1971)
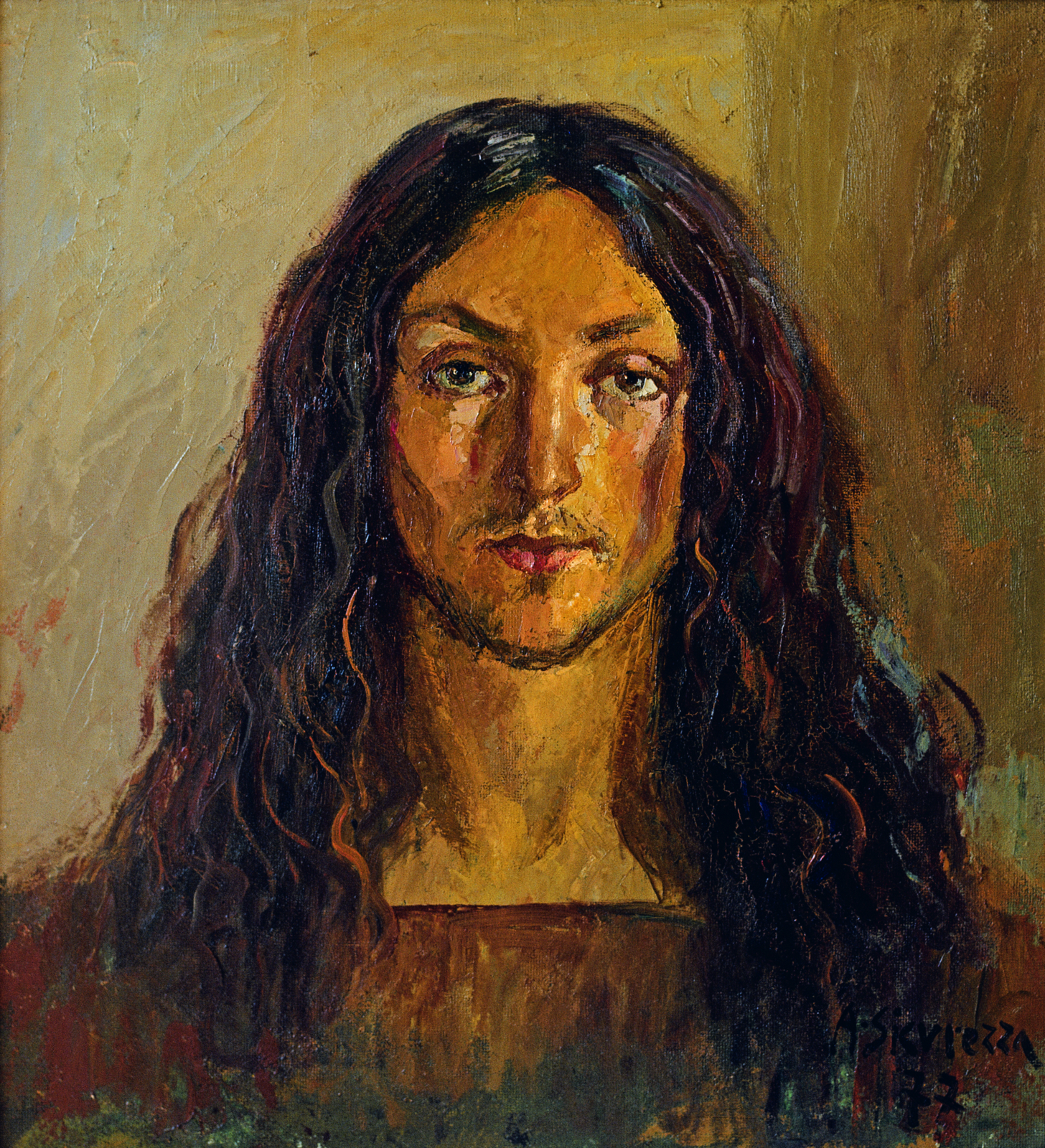
Nazaretský (1977)
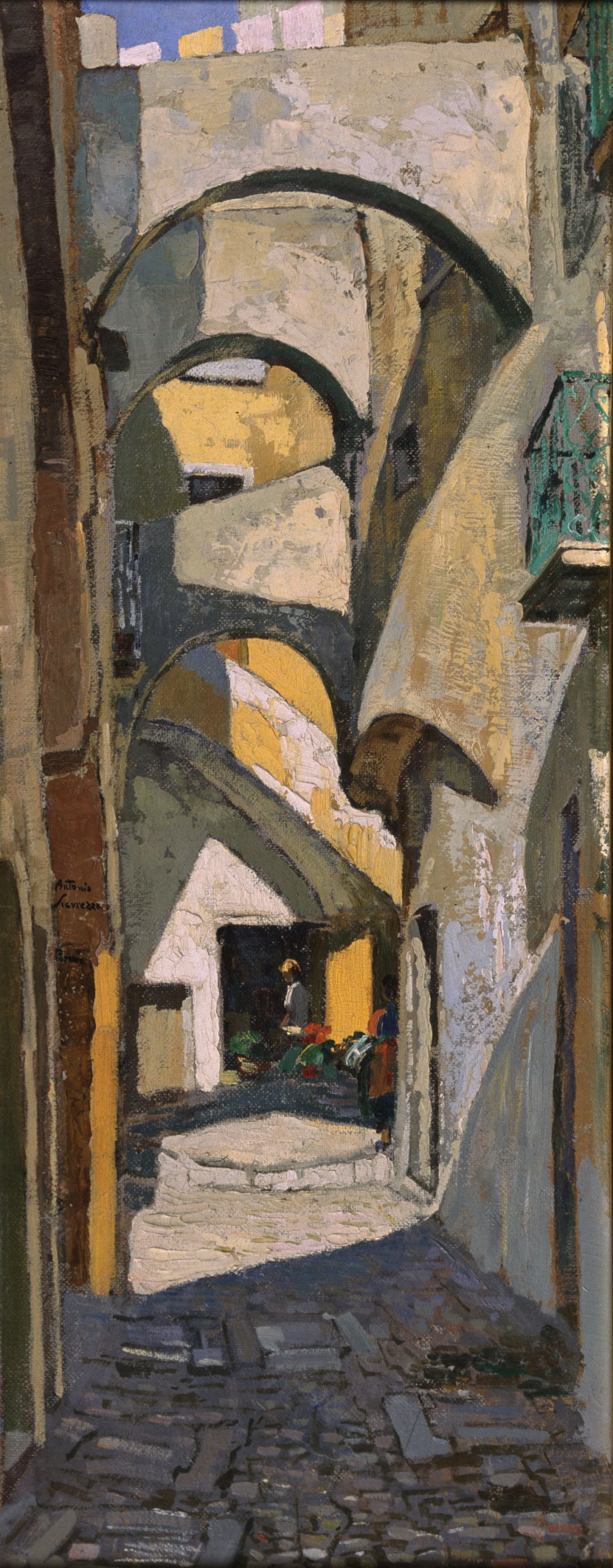
Ulička ve Formii (1956)
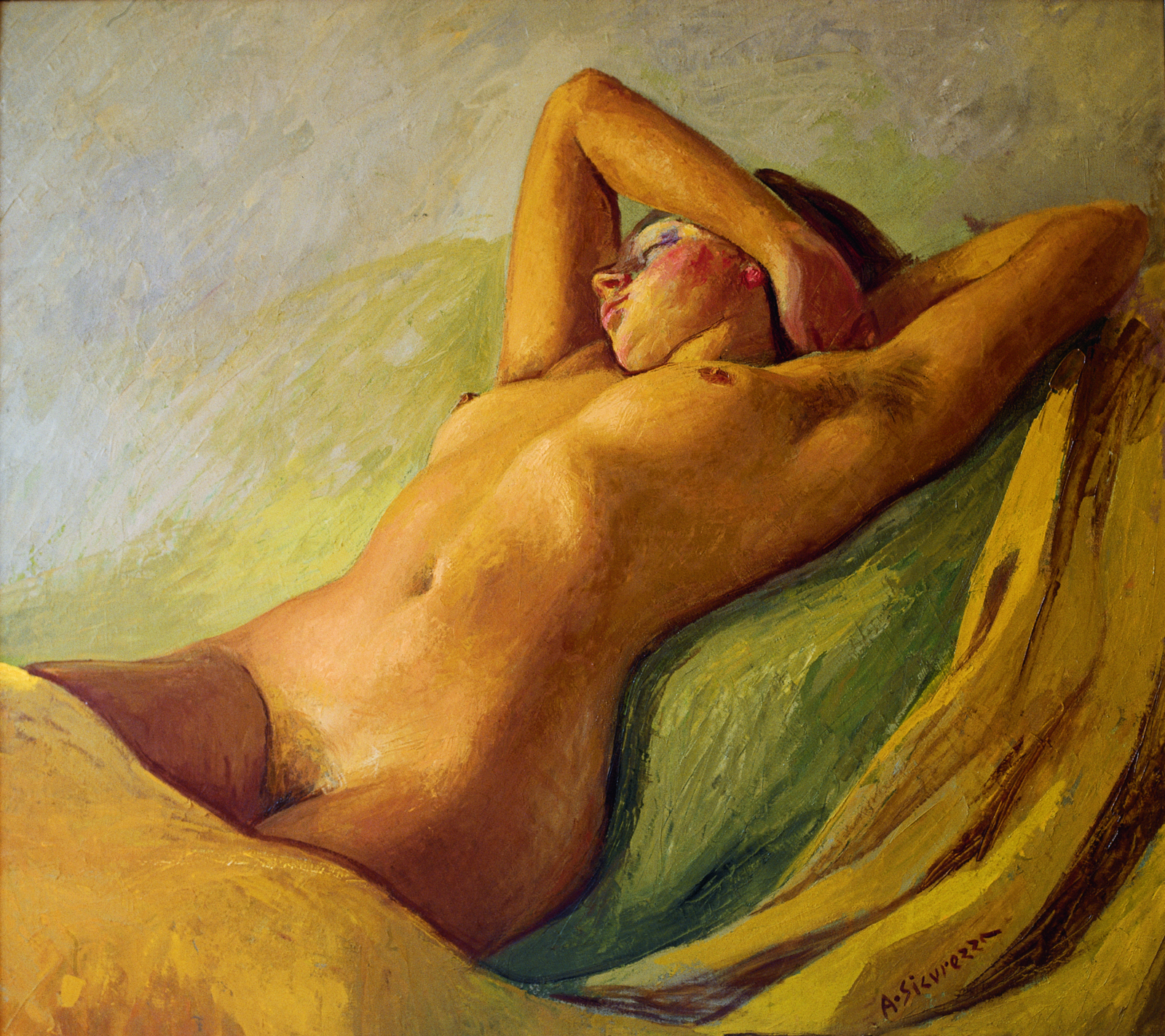
Zuzana (okolo 1975)